# 아테나&로비케로츠
아테나&로비케로츠(アテナ&ロビケロッツ)는 일본의 여성 아이돌 그룹이다.

## 멤버
- 니이가키 리사 (개인활동중)
- 미츠이 아이카 (유학중)
- 나카지마 사키 (개인활동중)
- 오카이 치사토 (개인활동중)

## 개요
테레비오사카에서 제작하여 테레비도쿄 계열에서 방송되는 애니메이션《로비와 케로비》의 주제가를 부르기 위해, 이 애니메이션에서 아테나의 성우를 담당하는 니이가키 리사를 비롯한 헬로! 프로젝트의 네 명에 의해 결성된 유닛이다.

## 약력
2007년
- 9월 12일 - 공식 사이트에서 유닛 결성이 발표되었다[1].
- 10월 8일 · 9일 - “모닝구무스메。"뜨거운 지구를 식힌닷。" 문화제 2007 in 요코하마”의 아니메광장에서〈勝利のBIG WAVE!!!〉를 처음으로 선보였다. 이 모습은 동영상 사이트〈Dohhh UP!〉에서 다이제스트 부분이 공개되었다.

2008년
- 1월 -「Hello! Project 2008 Winter」에서〈青春!LOVEランチ〉를 피로했다.
- 3월 30일 - 애니메이션「로비와 케로비」의 방송이 종료했기 때문에, 사실상 활동 휴지가 된다.

## 음악

### 싱글
1. 勝利のBIG WAVE!!! (2007년 11월 14일, EPCE-5512) (2007년 10월 7일부터《로비와 케로비》의 오프닝 테마)
  - 커플링：本気メキメキ♥トキメキメキ (2007년 10월 7일부터《아니메로비》의 엔딩 테마)
2. 青春！LOVE ランチ (2008년 2월 13일, 초회반 : EPCE-5536~7／통상반 : EPCE-5538)
  - 커플링：夕暮れ☆シャーベット

### 앨범
1. ハロー！プロジェクト スペシャルユニット メガベスト (2008년 12월 10일, EPCE-5604~5)